# Светлаки (Кикнурский район)
Светлаки — деревня в Кикнурском районе Кировской области.

## География
Находится на расстоянии примерно 22 км по прямой на северо-запад от райцентра поселка  Кикнур.

## История
Известна с 1873 года как починок Светлаков, в котором отмечено дворов 9 и жителей 100, в 1905 38 и 225, в 1926 (уже деревня Светлаки) 56 и 322, в 1950 53 и 175, в 1989 проживало 55 человек . В период 2006-2014 годов входила в Русскокраинское сельское поселение. С 2014 по январь 2020 года входила в Кикнурское сельское поселение до его упразднения. 

## Население
Постоянное население  составляло 15 человек (русские 100%) в 2002 году, 9 в 2010.